# Plan d'occupation du sol
Ne doit pas être confondu avec Plan d'occupation des sols.
Albums de Zebda
La Tawa
(2003)
Plan d'occupation du sol est le premier album de florilèges, et le deuxième album live publié par le groupe Zebda le 20 août 2012 chez Barclay Records. Il présente une sélection de chansons composées par Zebda en vingt ans d'existence du groupe, toutes enregistrées lors de concerts en public.

## Liste des titres de l'album
1. Le Dimanche autour de l'église - 4 min 21 s
2. Y'a pas d'arrangement - 4 min 27 s
3. Un je ne sais quoi - 3 min 28 s
4. La Promesse faite aux mains - 4 min 13 s
5. Harragas (les brûlés) - 6 min 11 s
6. Les Deux Écoles - 4 min 13 s
7. Oualalaradime - 4 min 11 s
8. Quinze ans - 4 min 41 s
9. Le Théorème du châle - 4 min 55 s
10. Toulouse - 3 min 37 s
11. Tomber la chemise - 5 min 55 s